# Mandalový systém

Důležité mandaly v dějinách jihovýchodní Asie (zhruba mezi 5. a 15. stoletím). Od severu k jihu: Pugam, Ajutthaja, Čampa, Angkor, Šrívidžaja a Madžapahit.

Mandalový systém je název pro systém politického zřízení v historických zemích jihovýchodní Asie. Tento pojem zavedl v roku 1982 britský historik Oliver William Wolters (1915–2000), jenž použil výrazu mandala – který v sanskrtu znamená „kruh“ a má svůj specifický význam v hinduistické a buddhistické mytologii. Wolters přirovnal státní zřízení k systému prolínajících se kruhů (v protikladu ke konceptu silné centralizované moci). Mandala připomíná feudální systém ve středověké Evropě, ale liší se od ní větší nezávislostí závislých území. V Asii byly různé vztahy důležitější než ty státní, a každé území se mohlo podřizovat v téže době i několika různým mocnostem a přitom zůstat zcela samostatným. To do značné míry znamená, že státy neměly jasně vymezené hranice.